# نبرد برای رم
نبرد برای رم (آلمانی: Kampf um Rom) که در کشورهای انگلیسی‌زبان با نام آخرین رومی اکران شد، یک فیلم درام تاریخی است که دربارهٔ کشمکش‌ها و جنگ قدرت میان ژوستینین یکم از وارثان امپراتوری روم غربی و اوستروگوت‌هاست.

## بازیگران
- لارنس هاروی
- اورسن ولز
- سیلوا کوشچینا
- اونور بلکمن
- رابرت هوفمان
- مایکل دان
- فلورین پی‌یرسیک
- هاریت آندرشون
- اوا استرومبرگ
- اینگرید بولتینگ
- فریدریش فن لدبور
- دیتر اپلر
- آدلا مارکولسکو